# 竹内清弥
竹内 清弥（たけうち せいや、1990年9月21日 - ）は、北海道出身のサッカー指導者。

## 来歴
コンサドーレ札幌（現・北海道コンサドーレ札幌）の下部組織出身。2011年、北海道教育大学岩見沢校の3年次に同校史上初めて天皇杯に出場し、2回戦でセレッソ大阪と対戦した。
2013年から北海道教育大学岩見沢校サッカー部でコーチを務めた後、2015年はコンサドーレ札幌の強化部分析担当を務めた。
2016年より、北海道コンサドーレ札幌のコーチに就任。
2021年12月28日、横浜FCのコーチに就任。

## 所属クラブ
ユース経歴
- コンサドーレ札幌U-18
- 北海道教育大学岩見沢校

## 個人成績
| 国内大会個人成績 | 国内大会個人成績 | 国内大会個人成績 | 国内大会個人成績 | 国内大会個人成績 | 国内大会個人成績 | 国内大会個人成績 | 国内大会個人成績 | 国内大会個人成績 | 国内大会個人成績 | 国内大会個人成績 | 国内大会個人成績 |
| 年度             | クラブ           | 背番号           | リーグ           | リーグ戦         | リーグ戦         | リーグ杯         | リーグ杯         | オープン杯       | オープン杯       | 期間通算         | 期間通算         |
| 年度             | クラブ           | 背番号           | リーグ           | 出場             | 得点             | 出場             | 得点             | 出場             | 得点             | 出場             | 得点             |
| 日本             | 日本             | 日本             | 日本             | リーグ戦         | リーグ戦         | リーグ杯         | リーグ杯         | 天皇杯           | 天皇杯           | 期間通算         | 期間通算         |
| ---------------- | ---------------- | ---------------- | ---------------- | ---------------- | ---------------- | ---------------- | ---------------- | ---------------- | ---------------- | ---------------- | ---------------- |
| 2011             | 北教大岩見沢     | 29               | 他               | -                | -                | -                | -                | 2                | 0                | 2                | 0                |
| 通算             | 日本             | 日本             | 他               | -                | -                | -                | -                | 2                | 0                | 2                | 0                |
| 総通算           | 総通算           | 総通算           | 総通算           | -                | -                | -                | -                | 2                | 0                | 2                | 0                |

## 指導歴
- 2013年 - 2015年 北海道教育大学岩見沢校サッカー部 コーチ
- 2015年 - 2021年  コンサドーレ札幌 / 北海道コンサドーレ札幌
  - 2015年 強化部分析担当
  - 2016年 - 2021年 コーチ
- 2022年 -  横浜FC コーチ